# Prvenstvo Hrvatske u hokeju na travi 2005./06.
Prvenstvo Hrvatske u hokeju na travi na 2005./06. je osvojila Mladost iz Zagreba. 

## Ljestvice i rezultati

### 1.A liga
| mj | klub                       | ut | pob | neod | por | golovi | bod     |
| -- | -------------------------- | -- | --- | ---- | --- | ------ | ------- |
| 1. | Mladost Zagreb             | 10 | 7   | 3    | 0   | 58:11  | 24      |
| 2. | Marathon Zagreb            | 10 | 7   | 2    | 1   | 50:18  | 23      |
| 3. | Jedinstvo Zagreb           | 10 | 6   | 1    | 3   | 42:18  | 16 (-3) |
| 4. | Zelina (Sveti Ivan Zelina) | 10 | 3   | 0    | 7   | 15:50  | 9       |
| 5. | Concordia Zagreb           | 10 | 2   | 1    | 7   | 13:64  | 7       |
| 4. | Trešnjevka Zagreb          | 10 | 1   | 1    | 8   | 17:34  | 4       |

### 1.B liga
| mj | klub !ut             | pob                     | neod                    | por                     | golovi                  | bod                     |                         |
| -- | -------------------- | ----------------------- | ----------------------- | ----------------------- | ----------------------- | ----------------------- | ----------------------- |
| 1. | Mladost II Zagreb    | 6                       | 6                       | 0                       | 0                       | 39:4                    | 18                      |
| 2. | Trnje Zagreb         | 6                       | 4                       | 0                       | 2                       | 25:8                    | 12                      |
| 3. | Akademičar Zagreb    | 6                       | 1                       | 1                       | 4                       | 12:31                   | 3 (-1)                  |
| 4. | Zagreb               | 6                       | 0                       | 1                       | 5                       | 9:42                    | 0 (-1)                  |
|    | Trešnjevka II Zagreb | odustala tijekom sezone | odustala tijekom sezone | odustala tijekom sezone | odustala tijekom sezone | odustala tijekom sezone | odustala tijekom sezone |

### Majstorica za ulazak u 1.A ligu
Trešnjevka - Mladost II 1:1 (8:7 7m)